# Abraham Hayón
Abraham Hayón Chocrón es un empresario y político venezolano-israelí, alcalde del municipio Rangel de Mérida entre 2021 y 2024 por la Mesa de la Unidad Democrática (MUD) hasta su detención.

## Carrera
Hayón ganó las elecciones regionales de 2021 por la MUD, asumiendo como alcalde del municipio Rangel. El 19 de septiembre de 2023 el Consejo Municipal de Rangel lo destituyó, acusándolo de haberse ausentado más de 90 días sin previo aviso, siendo restituido el 31 de octubre de ese año por el Juzgado Superior Estatal Contencioso de Mérida.
El ministro de Interior del gobierno de Nicolás Maduro, Diosdado Cabello, informó de su detención por «traición a la patria» el 4 de septiembre de 2024, semanas luego de las elecciones presidenciales, después de que Hayón publicara un mensaje en redes sociales declarando que los Estados Unidos «debe como primera potencia mundial, intervenir en una acción humanitaria para garantizar la paz y el orden institucional de la República de Venezuela».